# Palais de l'État-Major

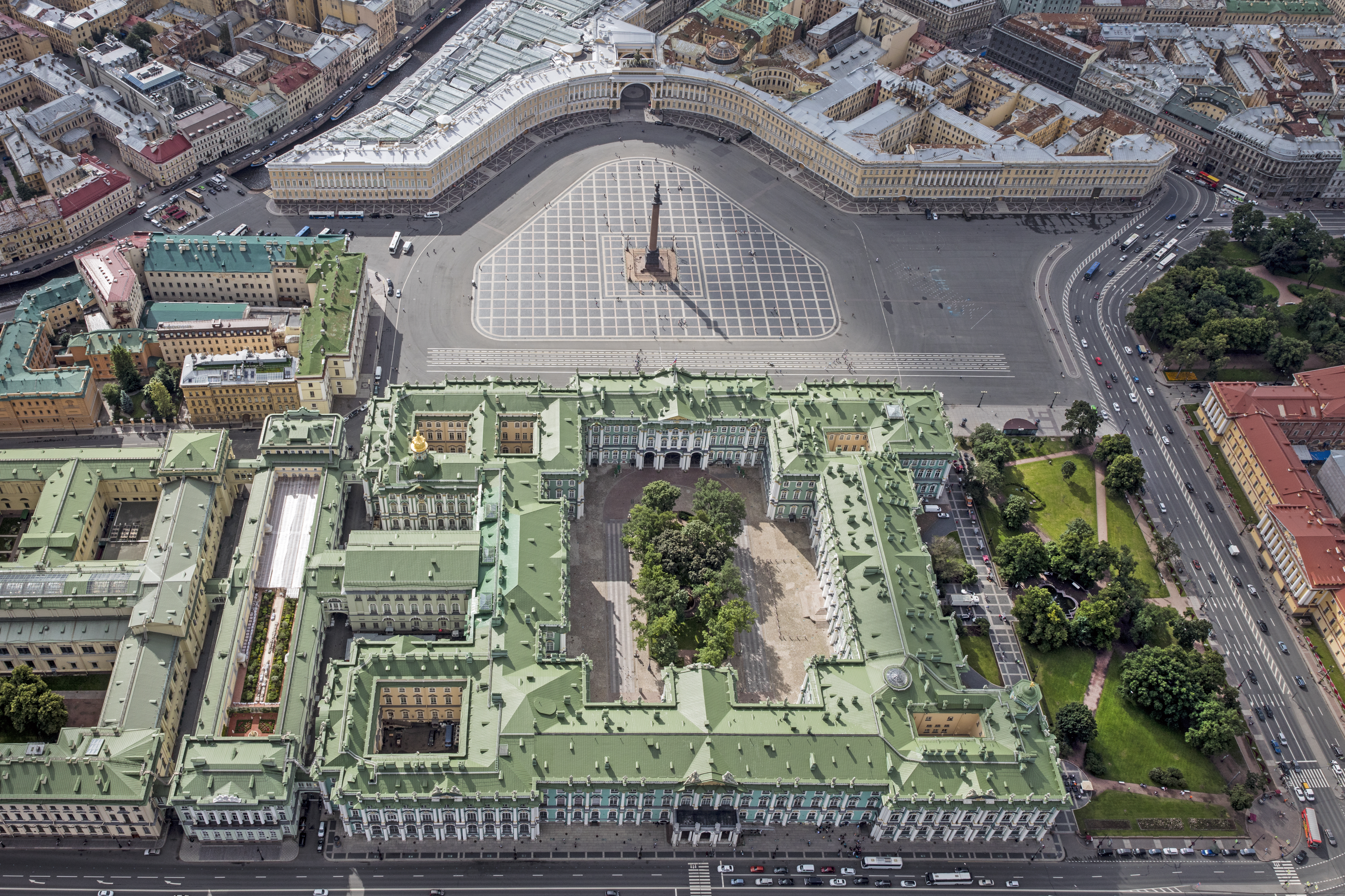
Vue aérienne sur la Place du Palais avec en son centre la colonne d'Alexandre et (en haut) le Palais de l'État-Major et (en bas) le Palais d'Hiver.

Le Palais de l'État-Major (Зда́ние Гла́вного шта́ба) est un monument de Saint-Pétersbourg situé place du Palais juste en face du Palais d'Hiver. La partie « est » appartient comme ce dernier au musée de l'Ermitage, tandis que la partie ouest appartient toujours à l'armée. La construction de cet édifice s'est effectuée de 1819 à 1829 selon les plans de Carlo Rossi. Les sculptures sont de Stepan Pimenov (en) et Vassili Demout-Malinovski.
La partie « est » qui fait partie de l'Ermitage regroupe les collections de tableaux des XIXe et XXe siècles, dont une importante collection d'impressionnistes, et accueille aussi des expositions temporaires d'art contemporain.

## Architecture
La partie centrale du palais consiste en deux corps de bâtiment, réunis par un arc, sur une longueur de 580 mètres.

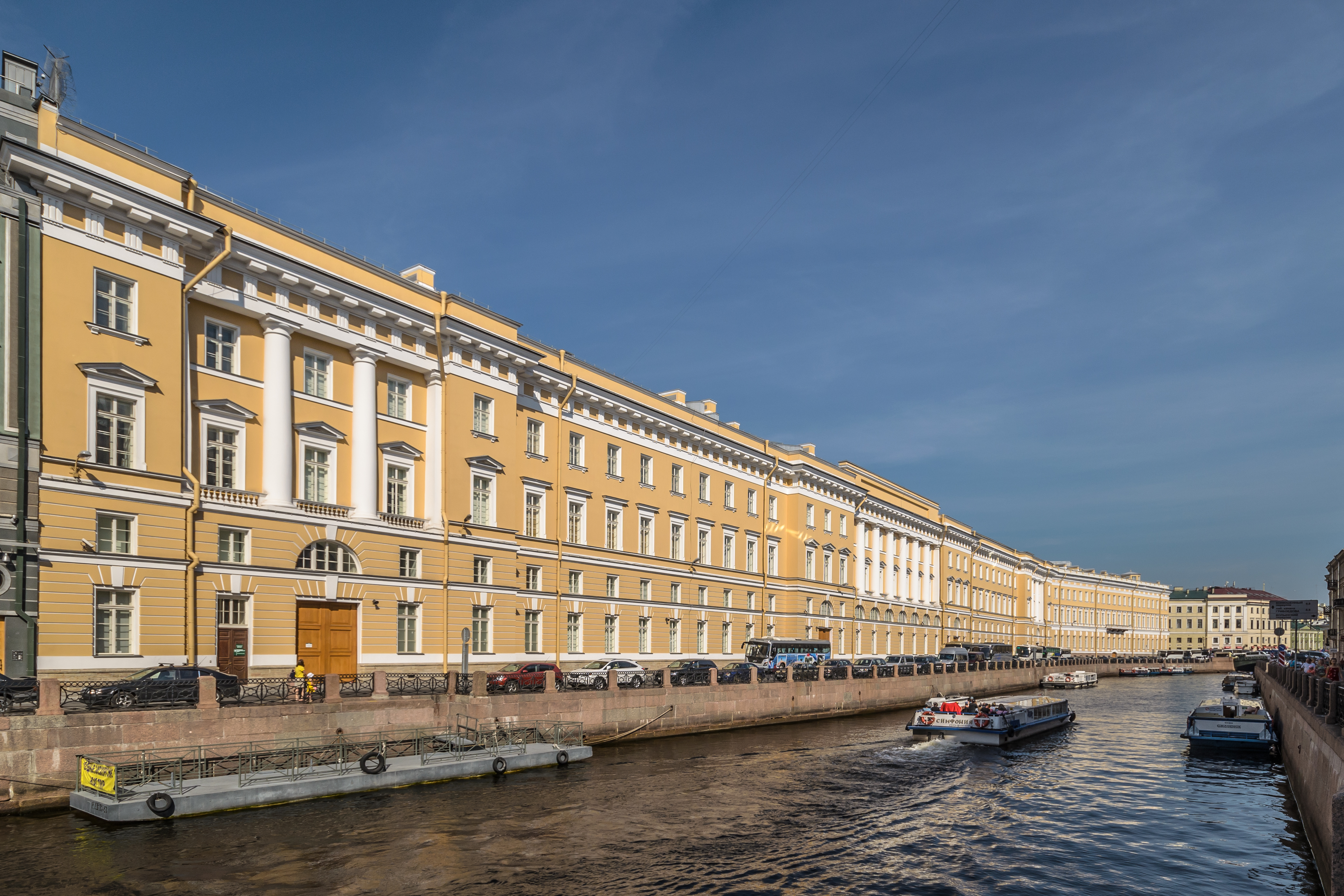
Façade orientale du Palais de l'État-Major.

Les bâtiments le long du Palais de l'État-Major abritaient du temps de la Russie impériale l'état-major général de l'armée impériale russe, le ministère de la guerre, le ministère des Affaires étrangères et le ministère des Finances (bâtiment Est). Après la révolution d'Octobre, ils abritèrent le commissariat au peuple des Affaires étrangères, puis après son déménagement à Moscou la police de la ville et de la région.
Aujourd'hui, une partie du palais appartient au district militaire ouest de la fédération de Russie. L'aile orientale appartient depuis 1993 au musée de l'Ermitage.
Du côté donnant sur la perspective Nevski une aile a été construite afin d'abriter la Société impériale d'économie libre. À l'angle de la perspective Nevski, il y avait un vieux bâtiment. En 1845-1846, un nouveau bâtiment a été construit à son emplacement par Ivan Tchernik dont la façade est exactement en correspondance avec celle du Palais de l'État-Major.

## Aile orientale - Musée de l'Ermitage
La reconstruction du bâtiment de l’état-major a commencé en 2008 et s’est terminée en 2014. Cinq grands atriums ont été couverts de verrières, de sorte que la Nouvelle Grande Enfilade est apparue. 

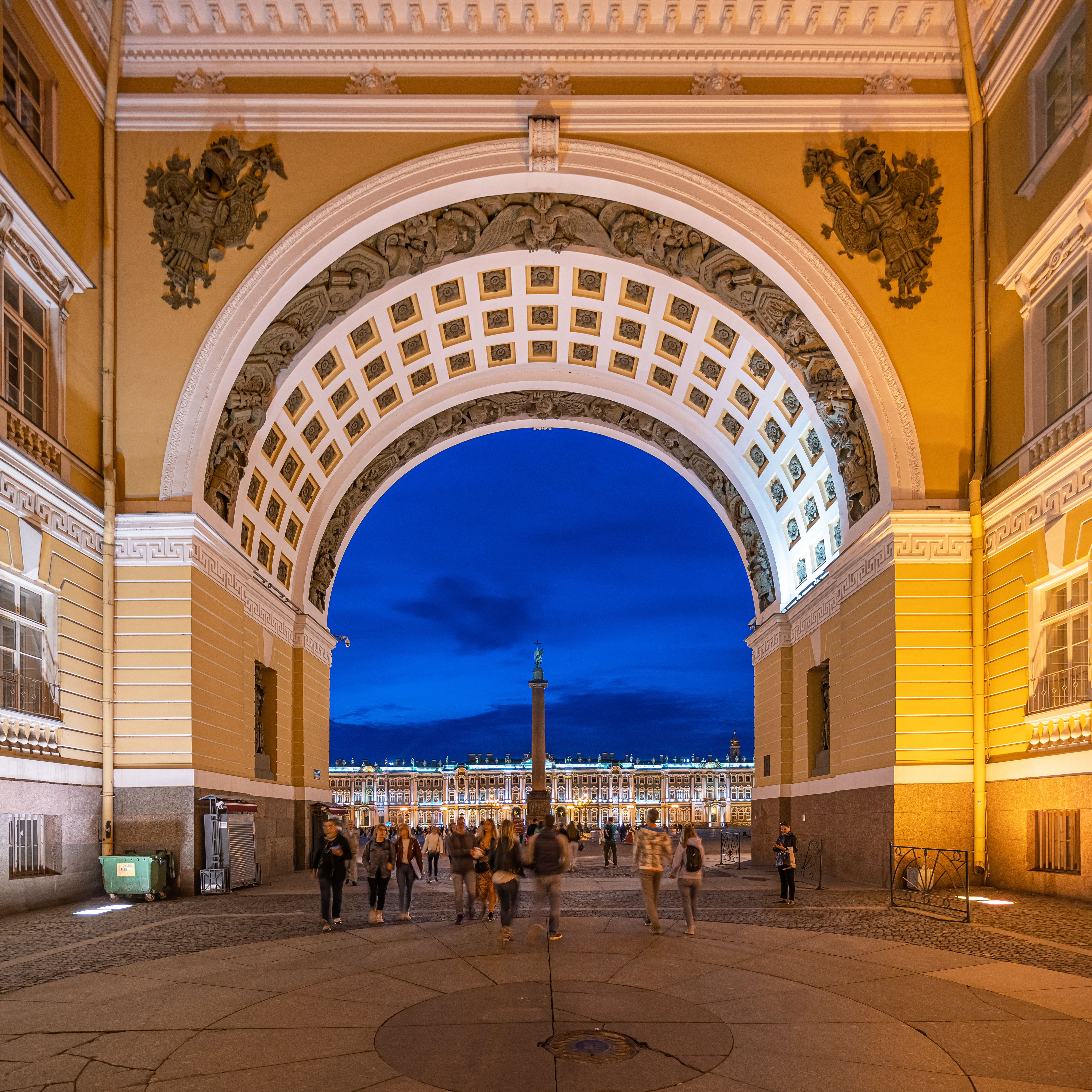
Arc central donnant sur la place du Palais.

En 2013, l'aile « est » du palais est entièrement reconstruite à l'intérieur par le bureau d'architectes Studia-44 dirigé par le Pétersbourgeois Nikita Jawein. Depuis 1993, cette aile abrite les collections d'art français du XXe siècle, les collections « Sous le signe de l'aigle. L'art Empire », les collections d’art décoratif russe et européen, de peintures et de sculptures des XIXe et XXe siècles (y compris les peintures impressionnistes et postimpressionnistes, Matisse et Picasso), les collections d'art nouveau ainsi que l’art contemporain.
Cette aile est entièrement accessible au public depuis le 28 juin 2014, lorsqu'elle a été inaugurée par l'exposition biennale intitulée « Manifesta 10 ».

### Exposition impressionniste
Des peintures d'artistes célèbres sont exposées au 4è étage, dans la galerie « Chtchoukine et les frères Morozov ». Auparavant, la plupart des oeuvres se trouvaient au Palais d’Hiver. Dans la première salle, on trouve 8 œuvres de Claude Monet. La salle suivante expose des toiles de danseuses d'Edgar Degas. Puis, on peut voir une collection de natures mortes d’Henri Fantin-Latour, des peintures de Pissarro et Sisley.
Deux salles sont occupées par 6 portraits d’Auguste Renoir, réalisés dans les meilleures traditions de l’impressionnisme. A proximité se trouvent les toiles de Paul Cézanne, transmettant la lumière et le style expressif du maître.
Une partie distincte de l’exposition est consacrée aux oeuvres de Paul Gauguin, représenté par 15 peintures. Néanmoins, les chefs-d’œuvre de Van Gogh, les 37 Pablo Picasso et les 31 Henri Matisse jouissent du plus grand succès. Sont également présentées 9 sculptures de Rodin.
Une énorme contribution à la collection de peintures a été faite par les collectionneurs Ivan Morozov et Sergueï Chtchoukine. Chtchoukine se rendait souvent à Paris, où il acquérait des peintures de créateurs célèbres pour son manoir. Après sa mort, il lègue au musée de l'Ermitage l’ensemble de la collection, au nombre de 225 œuvres d’artistes français. Plus de 30 œuvres de Bonnard et une série de peintures de Maurice Denis sont passées de Morozov à l’Ermitage.

### Salles dédiées à Carl Fabergé
En 2015, une galerie a été ouverte dans le bâtiment de l’état-major en l’honneur de Fabergé, le fondateur de la légendaire entreprise de bijoux des XIXe et XXe siècles. Dans deux salles, il y a 110 échantillons d’art appliqué. La liste des pièces les plus précieuses comprend une copie des insignes impériaux, une énorme montre en argent qui a été donnée à l’anniversaire de mariage d’Alexandre III et Maria Feodorovna, ainsi qu’un Oeuf de Fabergé, dit Oeuf Rothschild. Depuis janvier 2019, l'œuf de Rothschild est exposé dans la salle 302 du palais.

### Salle des artistes russes
La richesse des peintures réalisées dans différents styles et genres se distingue dans la galerie de la peinture russe. Elle comprend plus de 3000 peintures réalisées par des peintres des XVIIIe au XXe siècles. La majeure partie se compose de portraits de militaires et d'hommes d’églises, de fonctionnaires, de marchands, de familles nobles et de propriétaires terriens. La collection est représentée par des artistes connus et peu connus. Parmi les plus célèbres, Kandinsky (Composition 6), Malévitch (Carré noir) ou Kabakov. Egalement, Ivan Nikitine, Karl Brioullov, Dmitry Levitsky, Andreï Matveïev, Alexeï Egorov, IlIa Répine, Leonid Pasternak.
L’exposition comprend également des natures mortes, des paysages, des peintures animalières et quotidiennes, des toiles représentant divers événements historiques. En plus des artistes russes, sont également accrochées des œuvres de peintres d’autres pays qui ont créé leurs chefs-d’œuvre en Russie.

### Musée de la Garde
Ici sont exposés une variété d’uniformes, une collection d’armes, des ordres, des bannières, des portraits de chefs militaires, d’empereurs et d’officiers. L’objet de fierté du Musée de la Garde est une série de peintures de bataille, réalisées par Peter Hess à la demande de l’Ermitage.
Une grande partie de l’exposition est occupée par des uniformes de régiments, des costumes militaires, des chapeaux, des objets décoratifs pour les cérémonies militaires. D’un intérêt particulier pour les visiteurs est la salle où les reliques précieuses sont stockées.

## Exposition consacrée au Ministère des Finances
L’exposition a été ouverte en 2016 et compte aujourd’hui trois salles historiques restaurées. Elles abritent une collection de pièces et médailles rares, des bustes d’hommes politiques, des œuvres de l’artiste Baptiste Scotti.
Initialement, l’état-major général avait été construit pour deux ministères de la Russie. Ils ont organisé des réceptions sociales et des réunions avec des ambassadeurs étrangers. Après la restauration, il a été décidé de transformer les cabinets historiques en expositions permanentes.